# Utracona droga i inne pisma
Utracona droga i inne pisma: Języki i legendy z czasów sprzed napisania „Władcy Pierścieni” (ang. The Lost Road and Other Writings – Language and Legend before 'The Lord of the Rings' ) – piąta część cyklu Historia Śródziemia autorstwa Christophera Tolkiena. Podobnie jak inne tomy, zawiera opracowanie materiałów J.R.R. Tolkiena, opisujących legendarium Śródziemia.
Oryginalne wydanie pochodzi z 1987 r. Pierwsze polskie tłumaczenie opublikowano w październiku 2024 r. Ryszard Derdziński przełożył większą część tekstów prozatorskich, Katarzyna Staniewska przetłumaczyła wiersze, a Joanna Drzewowska Rozdziały wstępne do Utraconej drogi (I: Krok naprzód. Młody Alboin i II: Alboin i Audoin) wraz z komentarzami do nich.

## Treść

### Część pierwsza. Upadek Númenoru i Utracona droga

#### I Wczesne dzieje pewnej legendy
Opis rozmów J.R.R. Tolkiena i C.S. Lewisa, które zaowocowały planem napisania utworów, dotyczących podróży w czasie i przestrzeni. Dziełem Tolkiena była niedokończona Utracona droga (opublikowana w rozdziale trzecim).

#### II Upadek Númenoru
Wczesny szkic tekstu opisującego upadek Númenoru (jego późniejsza wersja jest znana jako Akallabêth).

#### III Utracona droga
Niedokończony tekst Tolkiena, poświęcony podróży w czasie i wyspie Númenor (odpowiadającej Atlantydzie).
Jego bohaterami są ojciec i syn, noszący imiona Edwin i Elwin. Doświadczają mentalnych podróży w czasie, wcielając się w postacie noszące podobne (etymologicznie) imiona - aż do żyjących na Numenorze Amandila i Elendila.

### Część druga. Valinor i Śródziemie przedWładcą Pierścieni

#### I Teksty i relacje między nimi
Krótki komentarz Christophera Tolkiena, dotyczący tekstów opublikowanych w tej części książki.

#### II Późniejsze Kroniki Valinoru
Późniejsza wersja tekstu kronik Valinoru (opublikowanych w tomie Kształtowanie Śródziemia).

#### III Późniejsze kroniki Beleriandu
Późniejsza wersja tekstu kronik Beleriandu (opublikowanych w tomie Kształtowanie Śródziemia).

#### IV Ainulindalë
Pierwsza wersja tekstu, zawierającego opis stworzenia świata przez Iluvatara i Ainurów (jego późniejsza wersja jest znana jako Ainulindalë).

#### V Lhammas
Opis języków Śródziemia.

#### VI Quenta Silmarillion
Jedna z wersji tekstu, znanego później jako Quenta Silmarillion.

### Część trzecia. Etymologie
Ta część zawiera słownik etymologiczny języków elfickich.

### Dodatki

#### I Genealogie
Genealogie wybranych elfów i ludzi z legendarium Śródziemia

#### II Spis imion i nazw
Spis imion i nazw, występujący w pismach Tolkiena, wraz z ich definicjami.

#### III Druga mapa do Silmarillionu
Druga mapa Śródziemia na zachód od Gór Błękitnych (w Pierwszej Erze).